# Getting Over It with Bennett Foddy
Getting Over It with Bennett Foddy ist ein Jump-’n’-Run-Computerspiel, das von Bennett Foddy entwickelt wurde. Dieser sieht darin eine Hommage an das Spiel Sexy Hiking, das 2002 von Jazzuo veröffentlicht wurde.

## Spielprinzip
Ziel von Getting Over It ist es, einen Mann namens Diogenes einen großen Berg erklimmen zu lassen. Diogenes befindet sich in einem großen Kessel und kann sich ausschließlich fortbewegen, indem er sich mit einem Kletterhammer an Gegenständen entlangzieht oder abstößt und dadurch klettert oder springt. Mit der Spielsteuerung kann lediglich das Führen des Hammers gesteuert werden.
Ungeschickte Bewegungen mit dem Hammer können zu einem deutlichen Rückfall auf eine niedrigere Position am Berg führen. Durch das Fehlen an Checkpoints, kann das Spiel auf manche Spieler frustrierend wirken.

## Sprachkommentare und Musik
Im Verlauf des Spiels führt Bennett Foddy einen Monolog. Er philosophiert über verschiedene Themen, wie beispielsweise Frustration und B-Games.
Während des Monologs ist immer wieder Soul & Mind von E‘s Jammy Jams zu hören.

## Entwicklung und Veröffentlichung
Getting Over It wurde vom unabhängigen Game Designer Bennett Foddy entwickelt, der auch andere Spiele mit hohem Schwierigkeitsgrad wie QWOP entwarf.
Das Spiel wurde 2017 für Windows, macOS und iOS veröffentlicht; 2018 folgte die Veröffentlichung für Android.

## Rezeption
Getting Over It erhielt unterschiedlichstes Feedback aufgrund der Herausforderung. Auf Steam sind 82 % von 69.976 Reviews positiv. Laut Zeit Online erfährt in Getting Over It „das Scheitern eine neue Dimension“.
Das Spiel gewann 2018 den Nuovo Award der Independent Games Festival Competition Awards.